# Metropolia Imphal
Metropolia Imphal – jedna z 24 metropolii kościoła rzymskokatolickiego w Indiach. Została erygowana 10 lipca 1995.

## Diecezja
- Archidiecezja Imphal
  - Diecezja Kohima

## Metropolici
- Joseph Mittathany (1995-2006)
- Dominic Lumon (od 2006)